# Município de Prospect (condado de Marion, Ohio)
O município de Prospect (em inglês: Prospect Township) é um município localizado no condado de Marion no estado estadounidense de Ohio. No ano de 2010 tinha uma população de 2.089 habitantes e uma densidade populacional de 33,08 pessoas por km².

## Geografia
O município de Prospect encontra-se localizado nas coordenadas 40° 28′ 16″ N, 83° 11′ 02″ O. Segundo o Departamento do Censo dos Estados Unidos, o município tem uma superfície total de 63.15 km², da qual 62,88 km² correspondem a terra firme e (0,43 %) 0,27 km² é água.

## Demografia
Segundo o censo de 2010, tinha 2.089 habitantes residindo no município de Prospect. A densidade populacional era de 33,08 hab./km². Dos 2.089 habitantes, o município de Prospect estava composto pelo 98,28 % brancos, o 0,29 % eram afroamericanos, o 0,1 % eram amerindios, o 0,14 % eram asiáticos, o 0,19 % eram de outras raças e o 1,01 % eram de uma mistura de raças. Do total da população o 0,91 % eram hispanos ou latinos de qualquer raça.